# Margaret Simpson
Margaret Simpson (ur. 31 grudnia 1981 w Kumasi) – ghańska lekkoatletka, siedmioboistka. Na mistrzostwach świata w lekkoatletyce w Helsinkach zdobyła brązowy medal.

## Osiągnięcia
- brązowy medal igrzysk wspólnoty narodów (Melbourne 2002)
- sześć złotych medali mistrzostw Afryki (Tunis 2002, Brazzaville 2004, Réduit 2009, Nairobi 2010, Réduit 2011 i Réduit 2012)
- trzy złote medale igrzysk afrykańskich (Abudża 2003, Algier 2007 i Maputo 2011)
- 9. miejsce podczas igrzysk olimpijskich (Ateny 2004)
- brąz mistrzostw świata (Helsinki 2005)
- 8. miejsce w skoku wzwyż podczas pucharu interkontynentalnego (Split 2010)

## Rekordy życiowe
- siedmiobój lekkoatletyczny – 6423 pkt. (2005) rekord Afryki
- skok wzwyż – 1,85 (2005) rekord Ghany
- rzut oszczepem – 56,36 (2005) rekord Ghany